# Morti il 3 febbraio
| Questa pagina contiene informazioni ricavate automaticamente dalle voci biografiche con l'ausilio del template Bio e di un bot. L'aggiornamento è periodico e automatico e ricostruisce completamente la pagina. Se manca una persona in questa lista, sei pregato di non aggiungerla, ma accertati piuttosto che la sua voce biografica contenga il template Bio e che i dati anagrafici siano correttamente compilati. Se il template Bio manca, inseriscilo tu stesso o, in alternativa, metti l'avviso {{tmp\|Bio}} che ne segnala la mancanza. Se i dati riportati sono sbagliati, correggi direttamente la voce biografica; le modifiche saranno visibili in questa lista entro pochi giorni. Per chiarimenti vedi il progetto biografie. La lista contiene solo le 595 persone che sono citate nell'enciclopedia e per le quali è stato implementato correttamente il template Bio. Pagina aggiornata al 9 ago 2025. |

## III secolo(1)
- 280 - Celerino di Cartagine, romano

## IV secolo(1)
- 316 - Biagio di Sebaste, vescovo e santo armeno

## VI secolo(1)
- 583 - K'an B'alam I, sovrano (n. 524)

## VII secolo(1)
- 699 - Werburga, badessa e santa anglosassone (n. 650)

## IX secolo(2)
- 853 - Ono no Takamura, poeta giapponese (n. 802)
- 865 - Oscar di Brema, vescovo, monaco cristiano e santo franco (n. 801)

## XI secolo(2)
- 1014 - Sweyn I di Danimarca, re norrena (n. 963)
- 1094 - Al-Muqtadi, califfo (n. 1056)

## XII secolo(3)
- 1116 - Colomanno d'Ungheria, sovrano ungherese
- 1161 - Inge I di Norvegia, re norvegese (n. 1135)
- 1187 - Ruben III d'Armenia, principe (n. 1145)

## XIII secolo(3)
- 1252 - Svjatoslav III di Vladimir, principe (n. 1196)
- 1288 - Amedeo I di Neuchâtel, nobile svizzero (n. 1250)
- 1290 - Enrico XIII di Baviera, duca tedesco (n. 1235)

## XIV secolo(3)
- 1327 - Enrico il Gioioso, nobile austriaco (n. 1299)
- 1352 - Bertrando del Poggetto, cardinale, vescovo cattolico e condottiero francese
- 1399 - Giovanni Plantageneto, I duca di Lancaster, conte (n. 1340)

## XV secolo(5)
- 1403 - Luigi Guicciardini, banchiere e politico italiano
- 1428 - Ashikaga Yoshimochi, militare giapponese (n. 1386)
- 1443 - Branda Castiglioni, cardinale, umanista e mecenate italiano (n. 1350)
- 1451 - Murad II, sultano ottomano (n. 1404)
- 1468 - Johannes Gutenberg, orafo e tipografo tedesco

## XVI secolo(9)
- 1508 - Gabriele II Malaspina, nobile italiano
- 1511 - Leonardo Trissino, avventuriero italiano (n. 1467)
- 1532 - Accorsino da Lodi, condottiero italiano
- 1549 - Sri Suriyothai, siamese
- 1558 - Alfonso di Castro, teologo spagnolo (n. 1495)
- 1566 - George Cassander, teologo e umanista fiammingo (n. 1513)
- 1577 - Kamiizumi Nobutsuna, militare giapponese (n. 1508)
- 1581 - Mahidevran, ottomana (n. 1500)
- 1590 - Germain Pilon, scultore e medaglista francese (n. 1537)

## XVII secolo(17)
- 1607 - Tolomeo Gallio, cardinale e arcivescovo cattolico italiano (n. 1527)
- 1609 - Ferdinando I de' Medici, cardinale italiano (n. 1549)
- 1611 - Ottavio Paravicini, cardinale e vescovo cattolico italiano (n. 1552)
- 1614 - Paolo Cavalieri, religioso, teologo e compositore italiano
- 1618 - Filippo II di Pomerania, nobile tedesco (n. 1573)
- 1619 - Teodoro Balbi, politico e militare italiano (n. 1542)
- 1636 - Petrus Kenicius, arcivescovo luterano svedese (n. 1555)
- 1637 - Giovanni Guler von Weineck, diplomatico, storico e cartografo svizzero (n. 1562)
- 1637 - Gervase Markham, poeta e scrittore inglese (n. 1568)
- 1648 - Ottavio Bruto Revese, architetto italiano (n. 1585)
- 1657 - Bartolomeo Ambrosini, botanico, medico e naturalista italiano (n. 1588)
- 1664 - Maddalena Corvina, miniatrice e pittrice italiana (n. 1607)
- 1674 - Ulysses von Salis, militare e politico svizzero (n. 1594)
- 1677 - Andrea Carrera, pittore italiano (n. 1590)
- 1679 - Jan Steen, pittore olandese (n. 1626)
- 1687 - François de Créquy, generale francese (n. 1625)
- 1687 - Monsù Bernardo, pittore danese (n. 1624)

## XVIII secolo(21)
- 1701 - Enea Silvio Caprara, generale austriaco (n. 1631)
- 1704 - Antonio Molinari, pittore italiano (n. 1655)
- 1709 - Nicola da Longobardi, religioso italiano (n. 1650)
- 1711 - Francesco Maria de' Medici, nobile e cardinale italiano (n. 1660)
- 1716 - Giuseppe Alberti, pittore, architetto e presbitero italiano (n. 1640)
- 1723 - James Littleton, militare e politico inglese (n. 1668)
- 1724 - Ivan Michajlovič Evreinov, geodeta e esploratore russo (n. 1694)
- 1735 - Cristiano III del Palatinato-Zweibrücken, nobile tedesco (n. 1674)
- 1737 - Tommaso Ceva, gesuita, poeta e matematico italiano (n. 1648)
- 1737 - Francesco Alberto di Oettingen-Spielberg, principe tedesco (n. 1663)
- 1747 - Francesc Valls, compositore e teorico della musica spagnolo (n. 1665)
- 1755 - Federigo Amadei, religioso e storico italiano (n. 1684)
- 1758 - Gabriele III Malaspina, nobile italiano (n. 1695)
- 1759 - Benjamin Lay, attivista inglese (n. 1682)
- 1769 - Domenico Andrea Cavalcanti, arcivescovo cattolico italiano (n. 1698)
- 1770 - Maria Felice Tibaldi, pittrice italiana (n. 1707)
- 1779 - Louis de Jaucourt, medico e enciclopedista francese (n. 1704)
- 1788 - John Reynolds, ammiraglio e politico britannico (n. 1713)
- 1789 - Nicolaus de Béguelin, fisico, scrittore e matematico svizzero (n. 1714)
- 1790 - Niccolò Lapiccola, pittore italiano (n. 1727)
- 1792 - Giuseppe Cerutti, scrittore, gesuita e politico francese (n. 1738)

## XIX secolo(96)
- 1802 - Francesco Maria Ciaraffoni, architetto e pittore italiano (n. 1720)
- 1802 - Pedro Rodríguez de Campomanes, economista, storico e politico spagnolo (n. 1723)
- 1803 - Germain Poirier, religioso francese (n. 1724)
- 1804 - Jacques Le Brigant, avvocato francese (n. 1720)
- 1806 - Restif de la Bretonne, scrittore e giornalista francese (n. 1734)
- 1811 - Johann Beckmann, scienziato e docente tedesco (n. 1739)
- 1813 - Juan Bautista Cabral, militare argentino (n. 1789)
- 1813 - Bonaventura Corti, presbitero, scienziato e botanico italiano (n. 1729)
- 1814 - Jan Antonín Koželuh, compositore ceco (n. 1738)
- 1814 - Mariano Matamoros, presbitero e patriota messicano (n. 1770)
- 1818 - Théodore Vernier, politico e avvocato francese (n. 1731)
- 1820 - Gia Long, imperatore vietnamita (n. 1762)
- 1821 - Antonio Benedetto Carpano, inventore italiano (n. 1751)
- 1821 - Nikolaj Sergeevič Volkonskij, generale e ambasciatore russo (n. 1753)
- 1822 - Benedetto Piossasco di None, generale italiano (n. 1741)
- 1824 - Jane Fleming, nobildonna inglese (n. 1755)
- 1824 - Ferdinando Taxis, presbitero italiano (n. 1756)
- 1828 - Richard Strachan, VI baronetto, ammiraglio britannico (n. 1760)
- 1832 - George Crabbe, poeta inglese (n. 1754)
- 1833 - Tommaso Arezzo, cardinale e arcivescovo cattolico italiano (n. 1756)
- 1833 - Henri-François Delaborde, generale francese (n. 1764)
- 1834 - Giovanni Battista Scapaccino, carabiniere italiano (n. 1802)
- 1836 - Girolamo Segato, cartografo, naturalista e egittologo italiano (n. 1792)
- 1837 - Claudine Thévenet, religiosa francese (n. 1774)
- 1838 - Marie Rivier, religiosa francese (n. 1768)
- 1844 - Pietro Benvenuti, pittore italiano (n. 1769)
- 1844 - Frederick Ponsonby, III conte di Bessborough, nobile inglese (n. 1758)
- 1846 - Amalia d'Assia-Homburg, nobildonna (n. 1774)
- 1846 - Joseph Weigl, compositore e direttore d'orchestra austriaco (n. 1766)
- 1847 - Paolo Emilio Barberi, pittore e architetto italiano (n. 1775)
- 1847 - Aspreno I Colonna, principe e politico italiano (n. 1787)
- 1847 - Marie Duplessis, francese (n. 1824)
- 1851 - Benjamin Williams Crowninshield, politico statunitense (n. 1772)
- 1853 - Paolo Pronio, generale italiano (n. 1784)
- 1853 - Ferdinando Quaglia, miniatore e litografo italiano (n. 1780)
- 1856 - Johann Christoph Friedrich Klug, entomologo tedesco (n. 1775)
- 1861 - Ferdinand Deppe, botanico, esploratore e entomologo tedesco (n. 1794)
- 1861 - Guillaume Isidore, funzionario e politico francese (n. 1787)
- 1862 - Jean-Baptiste Biot, fisico e matematico francese (n. 1774)
- 1862 - Carl Ludwig Blume, botanico tedesco (n. 1796)
- 1865 - Eugène Devéria, pittore francese (n. 1805)
- 1865 - Raffaele Ginnari, patriota italiano (n. 1799)
- 1865 - Antonio Alfieri d'Evandro, militare e politico italiano (n. 1832)
- 1867 - Maximilian zu Wied-Neuwied, naturalista e etnologo tedesco (n. 1782)
- 1869 - Elisa Napoleona Baciocchi, italiana (n. 1806)
- 1869 - Heinrich Ritter, filosofo tedesco (n. 1791)
- 1869 - Charles Joseph Louis de Tascher de La Pagerie, politico e nobile francese (n. 1811)
- 1871 - Thomas William Robertson, drammaturgo, regista teatrale e scrittore irlandese (n. 1829)
- 1873 - Marcelin Beaussier, militare e orientalista francese (n. 1821)
- 1873 - Ferdinando di Solms-Braunfels, nobile (n. 1797)
- 1874 - Salvatore Chindemi, patriota, storico e poeta italiano (n. 1808)
- 1874 - Lunalilo delle Hawaii, sovrano (n. 1835)
- 1875 - Everhardus Johannes Potgieter, scrittore olandese (n. 1808)
- 1876 - Bartolomeo Bona, politico italiano (n. 1793)
- 1876 - Gino Capponi, storico, politico e pedagogista italiano (n. 1792)
- 1877 - Paolo Emilio Imbriani, giurista, politico e poeta italiano (n. 1808)
- 1879 - Anna Temple-Nugent-Brydges-Chandos, attivista britannica (n. 1820)
- 1880 - Coriolano Monti, ingegnere e politico italiano (n. 1815)
- 1881 - John Gould, ornitologo e naturalista britannico (n. 1804)
- 1882 - Guglielmo Quarenghi, compositore e violoncellista italiano (n. 1826)
- 1883 - Vincent Alexander Bochdalek, anatomista e patologo boemo (n. 1801)
- 1883 - John Horner, politico statunitense (n. 1802)
- 1884 - Giuseppe Antonio Brugnone, presbitero, gesuita e zoologo italiano (n. 1819)
- 1884 - Josefine Gallmeyer, attrice teatrale e cantante austriaca (n. 1838)
- 1884 - Hans Lassen Martensen, docente e vescovo luterano danese (n. 1808)
- 1884 - Eugène Rouher, politico francese (n. 1814)
- 1885 - Sof'ja Stepanovna Apraksina, nobildonna russa (n. 1798)
- 1885 - Ekaterina Nikolaevna Raevskaja, nobildonna russa (n. 1797)
- 1886 - Marcus Kann, scacchista austriaco (n. 1820)
- 1888 - Karl Theodor Bayrhoffer, filosofo tedesco (n. 1812)
- 1888 - Giuseppe Bosia, politico e prefetto italiano (n. 1825)
- 1888 - Henry Sumner Maine, giurista e sociologo britannico (n. 1822)
- 1889 - Giuseppe Seguenza, naturalista e geologo italiano (n. 1833)
- 1889 - Belle Starr, pistolera statunitense (n. 1848)
- 1890 - Christophorus Buys Ballot, meteorologo olandese (n. 1817)
- 1890 - Amadio Ronchini, storico italiano (n. 1812)
- 1890 - Pietro Rota, arcivescovo cattolico italiano (n. 1805)
- 1891 - Rinaldo Ruschi, politico italiano (n. 1817)
- 1892 - Alessandro Bottero, basso italiano (n. 1831)
- 1893 - Teofil Lenartowicz, poeta e scultore polacco (n. 1822)
- 1894 - Angelo Dessiglioli, organaro italiano (n. 1817)
- 1894 - Auguste Vaillant, anarchico francese (n. 1861)
- 1895 - Theodore Dwight Weld, attivista statunitense (n. 1803)
- 1896 - Jane Francesca Elgee, poetessa e scrittrice irlandese (n. 1821)
- 1897 - Elizabeth Pease Nichol, attivista britannica (n. 1807)
- 1898 - Vincenzo Ammirà, poeta italiano (n. 1821)
- 1898 - Louis-Victor Baillot, militare francese (n. 1793)
- 1899 - Geert Adriaans Boomgaard, militare e supercentenario olandese (n. 1788)
- 1899 - Amalie Joachim, cantante lirica e insegnante tedesca (n. 1839)
- 1899 - Juliusz Kossak, pittore polacco (n. 1824)
- 1900 - William W. Averell, generale statunitense (n. 1832)
- 1900 - William Stanley Haseltine, pittore e disegnatore statunitense (n. 1835)
- 1900 - David McKendree Key, politico statunitense (n. 1824)
- 1900 - Ottokar Nováček, violinista e compositore ungherese (n. 1866)
- 1900 - Elizabeth Pulman, fotografa neozelandese (n. 1836)
- 1900 - Maria Helena Stollenwerk, religiosa tedesca (n. 1852)

## XX secolo(271)
- 1901 - Alfonso Balzico, scultore e pittore italiano (n. 1825)
- 1901 - Fukuzawa Yukichi, scrittore e saggista giapponese (n. 1834)
- 1903 - Maria Alinda Bonacci Brunamonti, poetessa italiana (n. 1841)
- 1903 - David George Ritchie, filosofo scozzese (n. 1853)
- 1905 - Adolf Bastian, etnologo tedesco (n. 1826)
- 1909 - Serafino Cretoni, cardinale e arcivescovo cattolico italiano (n. 1833)
- 1911 - Christian Bohr, fisiologo danese (n. 1855)
- 1912 - Urbano Sacchetti, VI marchese di Castelromano, nobile italiano (n. 1835)
- 1913 - Pietro Vacchelli, politico e patriota italiano (n. 1837)
- 1915 - Julius Arnold, patologo tedesco (n. 1835)
- 1915 - John Chilembwe, pastore protestante malawiano (n. 1871)
- 1915 - Enrico Galluppi, politico e avvocato italiano (n. 1849)
- 1915 - Danilo Ilić, rivoluzionario serbo (n. 1890)
- 1916 - Paolo Gaidano, pittore italiano (n. 1861)
- 1916 - Edoardo Talamo, politico italiano (n. 1858)
- 1917 - Michele Tedesco, pittore italiano (n. 1834)
- 1918 - Mariano d'Ayala Godoy, militare e aviatore italiano (n. 1896)
- 1919 - Edward Charles Pickering, astronomo e fisico statunitense (n. 1846)
- 1919 - Maria Teresa Enrichetta d'Austria-Este, regina tedesca (n. 1849)
- 1922 - Otto Busse, medico e patologo tedesco (n. 1867)
- 1922 - Christiaan de Wet, generale e politico sudafricano (n. 1854)
- 1922 - John Butler Yeats, pittore irlandese (n. 1839)
- 1923 - Siegmund Günther, geografo e matematico tedesco (n. 1848)
- 1924 - Axel Christian Zetlitz Kielland, politico norvegese (n. 1853)
- 1924 - Thomas Woodrow Wilson, politico statunitense (n. 1856)
- 1925 - Eduard Gebhardt, pittore tedesco (n. 1838)
- 1925 - Oliver Heaviside, matematico, fisico e ingegnere britannico (n. 1850)
- 1925 - Friedrich Katzer, geologo e mineralogista austriaco (n. 1861)
- 1925 - Edward Scofield, politico e militare statunitense (n. 1842)
- 1926 - Johannes Lepsius, missionario, orientalista e filantropo tedesco (n. 1858)
- 1927 - Raimondo Flores, dirigente sportivo italiano (n. 1876)
- 1927 - Izidor Kršnjavi, pittore, storico dell'arte e politico croato (n. 1845)
- 1928 - Vittorio Ecclesia, fotografo italiano (n. 1847)
- 1929 - Agner Krarup Erlang, matematico e statistico danese (n. 1878)
- 1929 - Frederick John Jackson, diplomatico, esploratore e ornitologo britannico (n. 1860)
- 1929 - Elisabeth Järnefelt, mecenate finlandese (n. 1839)
- 1930 - Michele Bianchi, politico, sindacalista e giornalista italiano (n. 1883)
- 1930 - Jean Massard, calciatore lussemburghese (n. 1894)
- 1933 - Vittorio Chenal, sindacalista italiano (n. 1863)
- 1933 - Richard Linsert, psicologo e sessuologo tedesco (n. 1899)
- 1933 - Anne de Rochechouart de Mortemart, filantropa, artista e nobile francese (n. 1847)
- 1934 - Eleonora de Cisneros, cantante lirica statunitense (n. 1878)
- 1935 - Eddie Boland, attore statunitense (n. 1885)
- 1935 - Charles Flahault, botanico e biologo francese (n. 1852)
- 1935 - Hugo Junkers, ingegnere e imprenditore tedesco (n. 1859)
- 1936 - Heinrich Wenck, architetto danese (n. 1851)
- 1936 - Sofia di Schönburg-Waldenburg, principessa (n. 1885)
- 1937 - Antonio María De Reyna Manescau, pittore spagnolo (n. 1859)
- 1937 - Eugenio Figoli des Geneys, imprenditore e politico italiano (n. 1845)
- 1937 - Manlio Mazza, musicista, compositore e direttore d'orchestra italiano (n. 1889)
- 1937 - Federico Raffaele, zoologo e biologo italiano (n. 1862)
- 1937 - Nello Toscanelli, politico italiano (n. 1868)
- 1938 - Marija Leiko, attrice lettone (n. 1887)
- 1938 - Manuel Linares Rivas, politico, drammaturgo e giurista spagnolo (n. 1866)
- 1938 - Savino Varazzani, politico e giornalista italiano (n. 1858)
- 1939 - Reto Capadrutt, bobbista svizzero (n. 1912)
- 1939 - Lorenzo Lorenzetti, militare italiano (n. 1893)
- 1939 - Edward Powys Mathers, enigmista e traduttore britannico (n. 1892)
- 1939 - Angelo Salmoiraghi, imprenditore, ottico e ingegnere italiano (n. 1848)
- 1940 - David Hammond, pallanuotista e nuotatore statunitense (n. 1881)
- 1941 - Enzo Omiccioli, militare e aviatore italiano (n. 1915)
- 1943 - Alojs Andritzki, presbitero tedesco (n. 1914)
- 1943 - Rudolf Herzog, scrittore tedesco (n. 1869)
- 1943 - Enea Picchio, militare italiano (n. 1906)
- 1943 - Luigi Zamboni, militare italiano (n. 1909)
- 1944 - Yvette Guilbert, cantante, attrice e scrittrice francese (n. 1865)
- 1944 - Robert Murray Hanson, militare e aviatore statunitense (n. 1920)
- 1944 - Thorleif C. Henriksen, compositore di scacchi norvegese (n. 1881)
- 1944 - Albert Hodges, scacchista statunitense (n. 1861)
- 1944 - Ludwig Pick, patologo tedesco (n. 1868)
- 1944 - Lionel Wigram, militare inglese (n. 1907)
- 1945 - Anton Dorfmeister, politico austriaco (n. 1912)
- 1945 - Roland Freisler, magistrato e politico tedesco (n. 1893)
- 1945 - Giovanni Pagani, militare italiano (n. 1920)
- 1945 - Al Zirkel, lottatore statunitense (n. 1884)
- 1946 - Giselda Fojanesi, scrittrice italiana (n. 1851)
- 1946 - Friedrich Jeckeln, generale e poliziotto tedesco (n. 1895)
- 1946 - Victor Loret, egittologo francese (n. 1859)
- 1946 - E. Phillips Oppenheim, scrittore inglese (n. 1866)
- 1946 - Carl Theodor Zahle, politico e avvocato danese (n. 1866)
- 1947 - José Luis Hidalgo, poeta spagnolo (n. 1919)
- 1947 - Marc Mitscher, ammiraglio statunitense (n. 1887)
- 1947 - Sajjan Singh di Ratlam, principe e militare indiano (n. 1880)
- 1947 - Petar Živković, politico e generale jugoslavo (n. 1879)
- 1948 - Boris Bilinskij, scenografo e costumista russo (n. 1900)
- 1948 - Karl Ludwig, calciatore tedesco (n. 1886)
- 1948 - Laura Wheeler Waring, pittrice, illustratrice e educatrice statunitense (n. 1887)
- 1950 - Veronica Briguglio, religiosa italiana (n. 1870)
- 1950 - Aristide Garbini, attore italiano (n. 1890)
- 1950 - Karl Seitz, politico e insegnante austriaco (n. 1869)
- 1951 - Fréhel, cantante e attrice francese (n. 1891)
- 1951 - August Horch, imprenditore e ingegnere tedesco (n. 1868)
- 1951 - Luigi Rocco, politico italiano (n. 1894)
- 1951 - Vosough od-Dowleh, politico iraniano (n. 1868)
- 1952 - Émile Bréhier, filosofo e storico della filosofia francese (n. 1876)
- 1952 - Zalman Moishe HaYitzchaki, rabbino, mistico e religioso russo (n. 1872)
- 1952 - Pedro Muguruza, architetto e politico spagnolo (n. 1893)
- 1953 - Sophia Hayden, architetta statunitense (n. 1868)
- 1954 - Jalmari Holopainen, calciatore finlandese (n. 1892)
- 1954 - Ionel Teodoreanu, scrittore e avvocato romeno (n. 1897)
- 1956 - Émile Borel, matematico e politico francese (n. 1871)
- 1956 - Johnny Claes, pilota di Formula 1 belga (n. 1916)
- 1956 - Guglielmo Fornagiari, militare e aviatore italiano (n. 1892)
- 1956 - Pier Silverio Leicht, giurista, storico e bibliotecario italiano (n. 1874)
- 1956 - Robert Yerkes, psicologo statunitense (n. 1876)
- 1957 - Luigi Nuvoloni, generale italiano (n. 1884)
- 1958 - Dante Armanetti, anarchico e antifascista italiano (n. 1887)
- 1958 - Filippo Andrea VI Doria Pamphili, nobile e politico italiano (n. 1886)
- 1958 - Pietro Leone, allenatore di calcio e calciatore italiano (n. 1888)
- 1958 - Max Reichmann, regista tedesco (n. 1884)
- 1958 - Aleksandrs Ābrams, calciatore lettone (n. 1904)
- 1959 - The Big Bopper, cantautore e disc jockey statunitense (n. 1930)
- 1959 - Herbert Greenwald, imprenditore statunitense (n. 1915)
- 1959 - Buddy Holly, cantautore e chitarrista statunitense (n. 1936)
- 1959 - Sidney Robinson, siepista e mezzofondista britannico (n. 1876)
- 1959 - Ritchie Valens, cantante e chitarrista statunitense (n. 1941)
- 1959 - Beulah Zachary, regista e produttrice televisiva statunitense (n. 1911)
- 1960 - Fred Buscaglione, cantautore, polistrumentista e attore italiano (n. 1921)
- 1960 - Gino Pavesi, ammiraglio italiano (n. 1888)
- 1960 - Bruno Spampanato, giornalista e politico italiano (n. 1902)
- 1960 - Murray Fraser Sueter, ammiraglio inglese (n. 1872)
- 1961 - Gino Baldo, fumettista e illustratore italiano (n. 1884)
- 1961 - Aldo Mattei, calciatore italiano (n. 1913)
- 1961 - William Morrison, I visconte Dunrossil, ufficiale e politico britannico (n. 1893)
- 1962 - Giuseppe Ticozzelli, ciclista su strada, allenatore di calcio e calciatore italiano (n. 1894)
- 1963 - Georges Batault, scrittore, storico e filosofo svizzero (n. 1887)
- 1964 - Harold Alden, astronomo statunitense (n. 1890)
- 1964 - Giuseppe Amato, produttore cinematografico, attore e sceneggiatore italiano (n. 1899)
- 1964 - Felice Balbo, filosofo italiano (n. 1913)
- 1964 - Ferdinando Farina, militare e politico italiano (n. 1877)
- 1964 - Clarence Irving Lewis, filosofo e logico statunitense (n. 1883)
- 1964 - Albert Richardson, architetto britannico (n. 1880)
- 1964 - Frank R. Strayer, regista statunitense (n. 1891)
- 1964 - Alfonso Maria di Borbone-Due Sicilie, principe spagnolo (n. 1901)
- 1965 - Michele Barbaro, politico italiano (n. 1894)
- 1965 - Giuseppe Levi, scienziato, medico e anatomista italiano (n. 1872)
- 1965 - Vittorio Lucchetti, ginnasta italiano (n. 1894)
- 1965 - Santo Semeraro, antifascista e politico italiano (n. 1900)
- 1966 - Pio Augusto Crivellari, vescovo cattolico italiano (n. 1906)
- 1966 - Gianni Di Venanzo, direttore della fotografia italiano (n. 1920)
- 1966 - Digvijaysinhji Ranjitsinhji, principe, politico e crickettista indiano (n. 1895)
- 1966 - George Goulding, marciatore e maratoneta canadese (n. 1885)
- 1966 - Werner Hühner, generale tedesco (n. 1886)
- 1966 - Sunjeonghyo di Corea, sovrana coreana (n. 1894)
- 1967 - Winifred Kingston, attrice inglese (n. 1894)
- 1967 - Joe Meek, produttore discografico, tecnico del suono e compositore inglese (n. 1929)
- 1967 - Fabien Sevitzky, direttore d'orchestra e contrabbassista russo (n. 1891)
- 1967 - André Tulard, funzionario francese (n. 1898)
- 1968 - Indro Cenci, allenatore di calcio e calciatore italiano (n. 1912)
- 1968 - Francesco Dominici, tenore italiano (n. 1885)
- 1968 - Carl Krauch, chimico e imprenditore tedesco (n. 1887)
- 1968 - Adolph John Paschang, vescovo cattolico e missionario statunitense (n. 1895)
- 1968 - Ugo Pignetti, generale italiano (n. 1878)
- 1968 - Tullio Serafin, direttore d'orchestra italiano (n. 1878)
- 1969 - Berardo Cittadini, imprenditore e politico italiano (n. 1880)
- 1969 - Julián Cuenca, calciatore spagnolo (n. 1923)
- 1969 - Eduardo Mondlane, politico e rivoluzionario mozambicano (n. 1920)
- 1969 - Al Taliaferro, fumettista statunitense (n. 1905)
- 1969 - Carlo Tirone, calciatore italiano (n. 1894)
- 1970 - Camillo Artom, medico italiano (n. 1893)
- 1970 - Heinrich Behmann, logico e matematico tedesco (n. 1891)
- 1970 - Beulah Burns, attrice statunitense (n. 1908)
- 1970 - Leif Eriksen, calciatore norvegese (n. 1909)
- 1970 - Eino Railio, ginnasta finlandese (n. 1886)
- 1971 - Jay C. Flippen, attore statunitense (n. 1899)
- 1971 - Lucillo Grassi, pittore italiano (n. 1895)
- 1971 - Bruno Åkesson, lottatore svedese (n. 1887)
- 1972 - Mario Abruzzese, partigiano italiano (n. 1920)
- 1972 - Sverre Grøner, ginnasta norvegese (n. 1880)
- 1972 - John Litel, attore statunitense (n. 1892)
- 1973 - André Barsacq, regista, scenografo e direttore teatrale francese (n. 1909)
- 1973 - Mario Pasqualillo, cantante italiano (n. 1892)
- 1973 - Nino Piccaluga, tenore italiano (n. 1890)
- 1973 - Andy Razaf, compositore e poeta statunitense (n. 1895)
- 1974 - Filippo Addis, scrittore e critico letterario italiano (n. 1884)
- 1974 - Charlotte Bühler, psicologa tedesca (n. 1893)
- 1974 - Domenico Taccone, ingegnere e dirigente d'azienda italiano (n. 1890)
- 1974 - Juan de Orduña, attore e regista cinematografico spagnolo (n. 1900)
- 1975 - William David Coolidge, fisico, ingegnere e inventore statunitense (n. 1873)
- 1975 - Johnny Long, giocatore di football americano statunitense (n. 1914)
- 1975 - Edoardo Moroni, politico italiano (n. 1902)
- 1975 - Ernest Sterckx, ciclista su strada e pistard belga (n. 1922)
- 1975 - Umm Kulthum, cantante, musicista e attrice egiziana (n. 1904)
- 1977 - Francesco Alziator, antropologo, filologo e letterato italiano (n. 1909)
- 1977 - Salvatore Castagna, generale italiano (n. 1897)
- 1977 - Gil Dodds, mezzofondista statunitense (n. 1918)
- 1977 - E.B. Henderson, insegnante statunitense (n. 1883)
- 1977 - Pauline Starke, attrice statunitense (n. 1901)
- 1977 - Tafari Bante, politico e generale etiope (n. 1921)
- 1978 - Remo Cantoni, filosofo italiano (n. 1914)
- 1978 - Sławomir Złotek-Złotkiewicz, cestista polacco (n. 1930)
- 1979 - Mindaugas Šliūpas, cestista lituano (n. 1919)
- 1979 - Joan Standing, attrice inglese (n. 1903)
- 1980 - Hanna Rovina, attrice teatrale e attrice cinematografica israeliana (n. 1888)
- 1980 - Edmondo Toccaceli, ciclista su strada italiano (n. 1913)
- 1981 - J Harlen Bretz, geologo statunitense (n. 1882)
- 1981 - Sammy Crooks, calciatore e allenatore di calcio inglese (n. 1908)
- 1981 - Antonio Leccese, mafioso italiano (n. 1955)
- 1981 - Nicolino Selis, criminale italiano (n. 1952)
- 1982 - Valdo Magnani, politico italiano (n. 1912)
- 1983 - Tullio Campagnolo, ciclista su strada e imprenditore italiano (n. 1901)
- 1983 - Josephine Dunn, attrice statunitense (n. 1906)
- 1983 - Antonio Samorè, cardinale e arcivescovo cattolico italiano (n. 1905)
- 1984 - Antonio Montes, ciclista su strada spagnolo (n. 1911)
- 1985 - Renato Angiolini, compositore e pianista italiano (n. 1923)
- 1985 - John Dellert, ginnasta e multiplista statunitense (n. 1884)
- 1985 - Santiago Lazcano, ciclista su strada spagnolo (n. 1947)
- 1985 - Frank Oppenheimer, fisico statunitense (n. 1912)
- 1986 - Umberto Luciano Altomare, vescovo cattolico italiano (n. 1914)
- 1986 - Art Chapman, cestista canadese (n. 1912)
- 1986 - Luther Harris, cestista statunitense (n. 1923)
- 1986 - Alfred Vohrer, regista, sceneggiatore e attore tedesco (n. 1914)
- 1987 - Nobuhito, principe Takamatsu, principe e militare giapponese (n. 1905)
- 1988 - Dory Cei, attrice italiana (n. 1915)
- 1988 - Robert Duncan, poeta statunitense (n. 1919)
- 1988 - William Richard Field, missionario e vescovo cattolico irlandese (n. 1907)
- 1988 - Giovanni Previtali, storico dell'arte italiano (n. 1934)
- 1989 - John Cassavetes, attore e regista statunitense (n. 1929)
- 1989 - Lionel Newman, compositore statunitense (n. 1916)
- 1990 - Felice Chiusano, cantante e batterista italiano (n. 1922)
- 1990 - Pete Mount, cestista statunitense (n. 1925)
- 1990 - Jane Novak, attrice statunitense (n. 1896)
- 1990 - Vito Rosa, politico italiano (n. 1921)
- 1990 - Marcel Thévenet, sollevatore francese (n. 1915)
- 1991 - Harry Ackerman, produttore televisivo statunitense (n. 1912)
- 1991 - Maria Bigarelli, imprenditrice italiana (n. 1914)
- 1991 - Nancy Kulp, attrice e doppiatrice statunitense (n. 1921)
- 1992 - Junior Cook, sassofonista statunitense (n. 1934)
- 1992 - Emilio de Roja, presbitero e partigiano italiano (n. 1919)
- 1992 - Knut Fridell, lottatore svedese (n. 1908)
- 1992 - Mário Peixoto, regista e scrittore brasiliano (n. 1908)
- 1992 - René Vuaillat, progettista francese (n. 1923)
- 1993 - Rosetta Calavetta, attrice e doppiatrice italiana (n. 1914)
- 1993 - Gianni Colombo, artista italiano (n. 1937)
- 1993 - Paul Emery, pilota automobilistico britannico (n. 1916)
- 1993 - Karel Goeyvaerts, compositore belga (n. 1923)
- 1993 - Éliane de Meuse, pittrice belga (n. 1899)
- 1994 - Roberto Amoroso, produttore cinematografico, sceneggiatore e regista italiano (n. 1911)
- 1994 - Carroll Borland, attrice statunitense (n. 1914)
- 1994 - Frederick Copleston, presbitero, gesuita e storico della filosofia britannico (n. 1907)
- 1994 - Justinus Darmojuwono, cardinale e arcivescovo cattolico indonesiano (n. 1914)
- 1994 - Walter Havighurst, scrittore, storico e critico letterario statunitense (n. 1901)
- 1994 - Alan Helffrich, velocista statunitense (n. 1900)
- 1994 - Ellen King, nuotatrice britannica (n. 1909)
- 1995 - Ragnar Berge, calciatore norvegese (n. 1925)
- 1995 - Gianni Dagnino, politico italiano (n. 1926)
- 1995 - Art Kane, fotografo statunitense (n. 1925)
- 1995 - Nicolás Lindley, generale e politico peruviano (n. 1908)
- 1996 - Božo Grkinić, cestista, allenatore di pallacanestro e pallanuotista jugoslavo (n. 1913)
- 1996 - Audrey Meadows, attrice statunitense (n. 1922)
- 1997 - Bohumil Hrabal, scrittore ceco (n. 1914)
- 1997 - Michail Jakušin, allenatore di calcio e calciatore sovietico (n. 1910)
- 1997 - Aristide Pirovano, vescovo cattolico e missionario italiano (n. 1915)
- 1997 - Boris de Rachewiltz, egittologo, archeologo e etnologo italiano (n. 1926)
- 1998 - Giacomo Blason, allenatore di calcio e calciatore italiano (n. 1914)
- 1998 - Fat Pat, rapper statunitense (n. 1970)
- 1998 - Friedrich Ruttner, medico e entomologo austriaco (n. 1914)
- 1998 - Karla Faye Tucker, criminale statunitense (n. 1959)
- 1999 - Luc Borrelli, calciatore francese (n. 1965)
- 1999 - Aleksej Nikolaevič Gorochov, violinista, direttore d'orchestra e docente sovietico (n. 1927)
- 1999 - Gwen Guthrie, cantautrice e pianista statunitense (n. 1950)
- 1999 - Mikko Hietanen, maratoneta finlandese (n. 1911)
- 1999 - Arthur Mann, allenatore di calcio e calciatore scozzese (n. 1948)
- 2000 - Vincenzo Cavallari, avvocato e politico italiano (n. 1919)
- 2000 - Massimiliano Fachini, politico e terrorista italiano (n. 1942)
- 2000 - Lee Hills, giornalista statunitense (n. 1906)
- 2000 - Richard Kleindienst, politico e avvocato statunitense (n. 1923)
- 2000 - Jurij Lituev, ostacolista sovietico (n. 1925)
- 2000 - Pierre Plantard, scrittore, esoterista e politico francese (n. 1920)
- 2000 - Alla Rakha, musicista indiano (n. 1919)
- 2000 - Gérard Rousset, schermidore francese (n. 1921)

## XXI secolo(159)
- 2001 - Bobby Colburn, cestista statunitense (n. 1911)
- 2001 - Alois Lipburger, saltatore con gli sci austriaco (n. 1956)
- 2001 - Federico Scianò, giornalista italiano (n. 1938)
- 2002 - Nelson Royal, wrestler statunitense (n. 1935)
- 2002 - Bill Harvey, allenatore di calcio e calciatore inglese (n. 1920)
- 2002 - Julien Rassam, attore francese (n. 1968)
- 2002 - Mel McGaha, cestista, allenatore di pallacanestro e giocatore di baseball statunitense (n. 1926)
- 2002 - Aglaja Veteranyi, scrittrice romena (n. 1962)
- 2003 - Lana Clarkson, attrice e modella statunitense (n. 1962)
- 2003 - Venanzo Crocetti, scultore italiano (n. 1913)
- 2003 - Marco Cugiani, matematico italiano (n. 1918)
- 2003 - Erminio Favaro, calciatore italiano (n. 1921)
- 2003 - William Kelley, sceneggiatore statunitense (n. 1929)
- 2003 - João César Monteiro, regista, sceneggiatore e attore portoghese (n. 1939)
- 2004 - Keve Hjelm, attore e regista svedese (n. 1922)
- 2004 - Ryszard Pędrak, slittinista polacco (n. 1932)
- 2004 - Jason Raize, attore, doppiatore e cantante statunitense (n. 1975)
- 2004 - Fred Tommy, sciatore alpino canadese (n. 1941)
- 2005 - Corrado Bafile, cardinale e arcivescovo cattolico italiano (n. 1903)
- 2005 - Ernst Mayr, biologo e genetista tedesco (n. 1904)
- 2005 - Zurab Zhvania, politico georgiano (n. 1963)
- 2006 - Rufino Bernedo, cestista cileno (n. 1926)
- 2006 - Marquard Bohm, attore tedesco (n. 1941)
- 2006 - Walerian Borowczyk, regista polacco (n. 1923)
- 2006 - Erasmo Buzzacchi, fumettista italiano (n. 1930)
- 2006 - Jean Byron, attrice statunitense (n. 1925)
- 2006 - Ivan Choma, vescovo cattolico ucraino (n. 1923)
- 2006 - Louis Jones, velocista statunitense (n. 1932)
- 2006 - Reinhart Koselleck, filosofo e storico tedesco (n. 1923)
- 2006 - Al Lewis, attore statunitense (n. 1923)
- 2006 - Romano Mussolini, pianista, compositore e pittore italiano (n. 1927)
- 2006 - Angiolina Quinterno, doppiatrice, attrice e conduttrice radiofonica italiana (n. 1932)
- 2006 - Franco Rossi, hockeista su ghiaccio e dirigente sportivo italiano (n. 1916)
- 2006 - Rafael Salamovich, cestista cileno (n. 1915)
- 2007 - Stefano Chiarini, giornalista italiano (n. 1951)
- 2007 - Tina DeRosa, scrittrice e poetessa statunitense (n. 1944)
- 2007 - Tony Jacquot, attore francese (n. 1919)
- 2007 - Pietro Landi, calciatore italiano (n. 1926)
- 2007 - Giovan Battista Pellegrini, linguista, glottologo e filologo italiano (n. 1921)
- 2008 - Edward C.T. Chao, geologo statunitense (n. 1919)
- 2008 - Charles Fawcett, attore statunitense (n. 1915)
- 2008 - Doug Holcomb, cestista e allenatore di pallacanestro statunitense (n. 1921)
- 2008 - Ernesto Illy, imprenditore italiano (n. 1925)
- 2008 - Enea Manfredini, architetto italiano (n. 1916)
- 2008 - Geoffrey Paish, tennista britannico (n. 1922)
- 2008 - Giuseppe Talamucci, pediatra italiano (n. 1933)
- 2009 - Adilson de Freitas Nascimento, cestista brasiliano (n. 1951)
- 2009 - Manlio Cortelazzo, linguista italiano (n. 1918)
- 2009 - Carlo Lajolo, scrittore e partigiano italiano (n. 1922)
- 2009 - Roland Lesaffre, attore francese (n. 1927)
- 2009 - Mike Maloy, cestista e allenatore di pallacanestro statunitense (n. 1949)
- 2009 - Giorgio Adamo Muzzati, militare e scrittore italiano (n. 1931)
- 2009 - Max Neuhaus, musicista e percussionista statunitense (n. 1939)
- 2009 - Alfredo Signori, pittore italiano (n. 1913)
- 2009 - Vladimer Ugrekhelidze, cestista sovietico (n. 1939)
- 2010 - Claudio Corti, alpinista italiano (n. 1928)
- 2010 - Alfredo Fabbri, pittore italiano (n. 1926)
- 2010 - Dick McGuire, cestista e allenatore di pallacanestro statunitense (n. 1926)
- 2010 - Gil Merrick, allenatore di calcio e calciatore britannico (n. 1922)
- 2010 - Frances Reid, attrice statunitense (n. 1914)
- 2010 - Georges Wilson, attore e regista francese (n. 1921)
- 2011 - Édouard Glissant, scrittore, poeta e saggista francese (n. 1928)
- 2011 - Maria Schneider, attrice francese (n. 1952)
- 2011 - Tat'jana Ivanovna Šmyga, cantante e attrice russa (n. 1928)
- 2011 - Rudolf Wanzl, imprenditore tedesco (n. 1924)
- 2011 - Neil Young, calciatore inglese (n. 1944)
- 2011 - Robert Young, velocista statunitense (n. 1916)
- 2012 - John Christopher, scrittore e autore di fantascienza inglese (n. 1922)
- 2012 - Veniero Di Petta, politico italiano (n. 1917)
- 2012 - Ben Gazzara, attore e regista statunitense (n. 1930)
- 2012 - Zalman King, regista, sceneggiatore e produttore cinematografico statunitense (n. 1941)
- 2012 - Orlando Minchio, politico italiano (n. 1942)
- 2012 - Ada Turci, giavellottista italiana (n. 1924)
- 2013 - Jadin Bell, statunitense (n. 1997)
- 2013 - B.H. Born, cestista statunitense (n. 1932)
- 2013 - Cardiss Collins, politica statunitense (n. 1931)
- 2013 - Luigi Falco, politico italiano (n. 1951)
- 2013 - Aldo Ferrari, fotoreporter e fotografo italiano (n. 1924)
- 2013 - Peter Gilmore, attore inglese (n. 1931)
- 2013 - Danilo Kocjančič, cantante, chitarrista e compositore sloveno (n. 1949)
- 2013 - Vincenzo Manca, pittore italiano (n. 1916)
- 2013 - Árpád Miklós, attore pornografico ungherese (n. 1967)
- 2013 - Zlatko Papec, allenatore di calcio e calciatore jugoslavo (n. 1934)
- 2014 - Louise Brough, tennista statunitense (n. 1923)
- 2014 - Richard Bull, attore statunitense (n. 1924)
- 2014 - Nicola Carlesi, politico italiano (n. 1950)
- 2014 - Louan Gideon, attrice statunitense (n. 1955)
- 2014 - Mircea Grosaru, politico rumeno (n. 1952)
- 2014 - Gloria Leonard, attrice pornografica e regista statunitense (n. 1940)
- 2014 - Joan Mondale, artista e politica statunitense (n. 1930)
- 2015 - Martin Gilbert, storico inglese (n. 1936)
- 2015 - Max Mangold, linguista tedesco (n. 1922)
- 2015 - Ion Nunweiller, allenatore di calcio e calciatore rumeno (n. 1936)
- 2015 - Ataúlfo Sánchez, allenatore di calcio e calciatore argentino (n. 1934)
- 2016 - Joe Alaskey, attore e doppiatore statunitense (n. 1952)
- 2016 - Mark Farren, calciatore irlandese (n. 1982)
- 2016 - Balram Jakhar, politico indiano (n. 1923)
- 2016 - Suat Mamat, calciatore turco (n. 1930)
- 2016 - Yasuo Takamori, calciatore e allenatore di calcio giapponese (n. 1934)
- 2017 - Dritëro Agolli, scrittore e politico albanese (n. 1931)
- 2017 - Luigi Baldan, militare e operaio italiano (n. 1917)
- 2017 - Gianfranco Gatti, calciatore italiano (n. 1930)
- 2017 - Marisa Letícia, first lady brasiliana (n. 1950)
- 2017 - Mimmo Scarano, giornalista, dirigente d'azienda e autore televisivo italiano (n. 1928)
- 2017 - Carla Spagnuolo, politica italiana (n. 1945)
- 2017 - Renato Volpini, pittore, scultore e incisore italiano (n. 1934)
- 2018 - Elena Brambilla, storica e archivista italiana (n. 1942)
- 2018 - Michael Harner, antropologo statunitense (n. 1929)
- 2018 - Federico Leardini, giornalista italiano (n. 1979)
- 2018 - Giorgio Odaglia, medico e pallanuotista italiano (n. 1929)
- 2018 - Károly Palotai, arbitro di calcio e calciatore ungherese (n. 1935)
- 2018 - Giorgio Pedrazzi, fumettista italiano (n. 1935)
- 2018 - Lucio Pisani, poeta e politico italiano (n. 1930)
- 2018 - Gennaro Tampone, ingegnere e architetto italiano (n. 1936)
- 2018 - Nini Theilade, ballerina danese (n. 1915)
- 2018 - Vinicio Villani, matematico italiano (n. 1935)
- 2018 - Rolf Zacher, attore tedesco (n. 1941)
- 2019 - Julie Adams, attrice statunitense (n. 1926)
- 2019 - Stephen Negoesco, allenatore di calcio e calciatore statunitense (n. 1925)
- 2019 - Kristoff St. John, attore statunitense (n. 1966)
- 2019 - Danny Williams, allenatore di calcio e calciatore inglese (n. 1924)
- 2020 - Piergiuseppe Caporale, giornalista, critico musicale e autore televisivo italiano (n. 1941)
- 2020 - Vincenzo De Simone, pittore, scultore e performance artist italiano (n. 1939)
- 2020 - John Grant, scrittore e curatore editoriale britannico (n. 1949)
- 2020 - Valentyna Semenivna Ševčenko, politica ucraina (n. 1935)
- 2020 - George Steiner, scrittore, saggista e ebraista francese (n. 1929)
- 2020 - Willie Wood, giocatore di football americano statunitense (n. 1936)
- 2021 - Antonio Amato, canottiere italiano (n. 1934)
- 2021 - Benito Boldi, calciatore italiano (n. 1934)
- 2021 - Jean-Jacques Guilbert, medico e pedagogista francese (n. 1928)
- 2021 - Haya Harareet, attrice e sceneggiatrice israeliana (n. 1931)
- 2021 - Charlie Henke, cestista statunitense (n. 1939)
- 2021 - Adelaide João, attrice portoghese (n. 1921)
- 2021 - Régine Robin, storica, romanziera e traduttrice canadese (n. 1939)
- 2021 - Tony Trabert, tennista statunitense (n. 1930)
- 2021 - Albán Vermes, nuotatore ungherese (n. 1957)
- 2021 - Margreth Weivers, attrice svedese (n. 1926)
- 2022 - Dieter Mann, attore tedesco (n. 1941)
- 2022 - Chrīstos Sartzetakīs, politico e magistrato greco (n. 1929)
- 2022 - Giorgio Turchi, calciatore italiano (n. 1931)
- 2022 - Francisco Raúl Villalobos Padilla, vescovo cattolico messicano (n. 1921)
- 2022 - Abu Ibrahim al-Hashimi al-Qurashi, terrorista iracheno (n. 1976)
- 2023 - Luciano Armani, ciclista su strada italiano (n. 1940)
- 2023 - Giuseppina Bersani, schermitrice italiana (n. 1949)
- 2023 - Oswald Gomis, arcivescovo cattolico singalese (n. 1932)
- 2023 - Paco Rabanne, stilista e designer spagnolo (n. 1934)
- 2023 - Sergio Solli, attore italiano (n. 1944)
- 2023 - Dante Stefani, politico e partigiano italiano (n. 1927)
- 2023 - Shevah Weiss, politico, politologo e diplomatico polacco (n. 1935)
- 2024 - Aston Barrett, musicista, bassista e produttore discografico giamaicano (n. 1946)
- 2024 - Pavel Ploc, biatleta cecoslovacco (n. 1943)
- 2024 - Helena Rojo, attrice messicana (n. 1944)
- 2024 - Vittorio Emanuele di Savoia, nobile italiano (n. 1937)
- 2024 - Vittorio Vidotto, storico italiano (n. 1941)
- 2024 - Mariolina Zitta, cestista italiana (n. 1961)
- 2025 - Üner Erimer, cestista e allenatore di pallacanestro turco (n. 1933)
- 2025 - Antônio Lima dos Santos, calciatore brasiliano (n. 1942)
- 2025 - John Shumate, cestista e allenatore di pallacanestro statunitense (n. 1952)
- 2025 - Yoshio Yoshida, giocatore di baseball e allenatore di baseball giapponese (n. 1933)